# Hypaetha
Hypaetha is een geslacht van kevers uit de familie van de loopkevers (Carabidae). De wetenschappelijke naam van het geslacht is voor het eerst geldig gepubliceerd in 1860 door Leconte.

## Soorten
Het geslacht Hypaetha omvat de volgende soorten:
- Hypaetha antiqua (Lea, 1917)
- Hypaetha biramosa (Fabricius, 1781)
- Hypaetha copulata (Schmidt-Goebel, 1846)
- Hypaetha frenchi (Sloane, 1904)
- Hypaetha immanis (Bates, 1874)
- Hypaetha intricata (Dejean, 1831)
- Hypaetha montraveli (Blanchard, 1842)
- Hypaetha ornatipennis (Schilder, 1953)
- Hypaetha quadrilineata (Fabricius, 1781)
- Hypaetha schmidti (W.Horn, 1927)
- Hypaetha singularis (Chaudoir, 1876)
- Hypaetha upsilon (Dejean, 1825)